# Arthur Bliss Lane
Arthur Bliss Lane (Nueva York 16 de junio de 1894-ibidem 12 de agosto de 1956) fue un diplomático estadounidense.

## Biografía
Nació en Bay Ridge, Brooklyn (Nueva York). Estudio en la Universidad de Yale, de donde se graduó en 1916.
Se desempeñó como secretario privado del embajador de Estados Unidos en Italia. Entre 1919-1920 fue segundo secretario de la embajada de Estados Unidos en Polonia. En 1921-1922, fue segundo secretario en Londres. Durante este tiempo fue secretario de la delegación de Estados Unidos en la Conferencia de Embajadores de 1921 en París. Luego trabajo en Suiza en 1922. De 1923 a 1925 trabajó en el Departamento de Estado de los Estados Unidos y trabajó en la embajada en México de 1925 a 1933.
Fue ministro plenipotenciario en Nicaragua entre 1933 y 1936, en ese cargo contribuyo a la instalación de la dictadura de Anastasio Somoza García, y mantuvo conversaciones con el líder rebelde Augusto César Sandino, quien le sugirió eliminar la Guardia Nacional de este país con influencia estadounidense, luego Sandino sería asesinado.
Además sería ministro plenipotenciario en Estonia y Lituania entre 1936 y 1937, ministro plenipotenciario en Yugoslavia entre 1937 y 1941 (hasta la invasión alemana), ministro plenipotenciario en Costa Rica en 1942, 
Finalmente fue embajador en Colombia entre 1942 y 1947, y embajador en Polonia entre 1945 y 1947, fue crítico la transición de Polonia a un gobierno socialista influenciado por la Unión Soviética.
Sus documentos  se archivaron en la Biblioteca Sterling Memorial de la Universidad de Yale.